# Dark Fortress
Dark Fortress war eine deutsche Black-Metal-Band aus Landshut. Die Band zählt heute zu den bekannteren Black-Metal-Bands in Deutschland.

## Geschichte

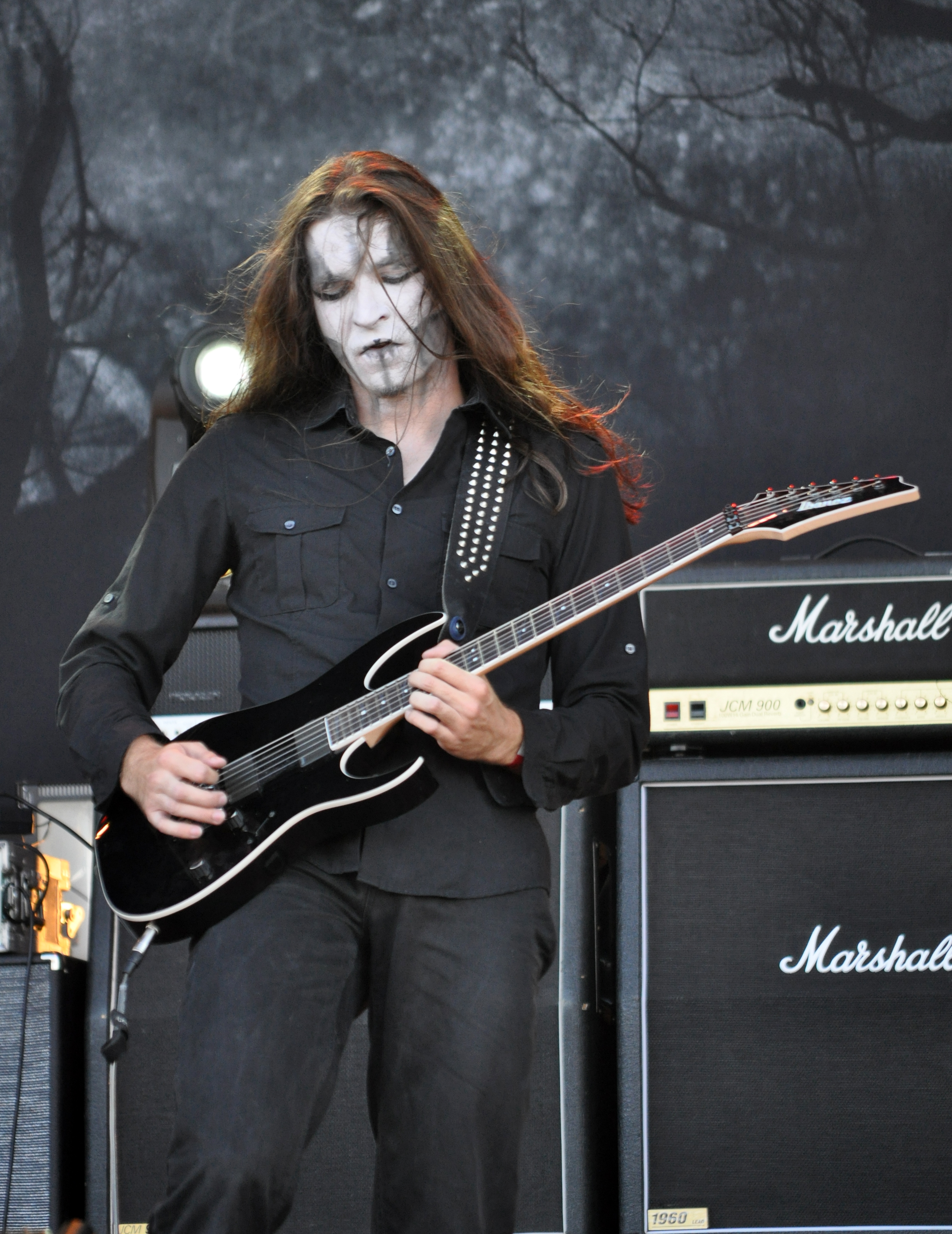
V Santura

Gegründet wurde die Band 1994 vom Gitarristen Asvargr, nachdem seine Band Carnage sich wegen musikalischer Differenzen aufgelöst hatte. Kurz darauf kam Sänger Matthias „Azathoth“ Jell dazu. 1995 hatte die Band einige Lieder fertiggestellt, die stilistisch etwas an die Frühwerke von Satyricon erinnerten. Im selben Jahr schlossen sich Charon und Njord Dark Fortress an, ein Jahr später erschien das Demo Rebirth of the Dark Age in einer Auflage von 250 Exemplaren. 1997 kamen Crom und Thamuz zur Band, deren Musik durch den Einsatz der dazugekommenen zweiten Gitarre melodischer wurde. Am 22. Februar 1997 spielte die Band ihr erstes Konzert zusammen mit Path of Debris, Crack Up und Blackend in Landshut, es folgten im selben Jahr Konzerte mit unter anderem Desaster, Lunar Aurora und Nagelfar.
Im Oktober 1997 wurden drei Lieder eingespielt, von denen zwei auf der Split-CD Towards Immortality mit der NSBM-Band Barad Dûr erschienen. Laut Interview-Aussagen der Mitglieder von Dark Fortress seien diese noch ziemlich neu in der Szene gewesen und hätten eine Band für eine Split-EP gesucht. Barad Dûr sei ihnen von Lord Asgaqlun, dem Besitzer des Plattenlabels Fog of the Apocalypse Records (auch Ex-Dunkelgrafen, Ex-Caedes, jetzt bei Camulos) vorgeschlagen worden; sie hätten von der Band nie etwas gehört, sich aber für die Veröffentlichung entschieden, auch aus finanziellen Gründen, da ihnen das Geld für eine solche Veröffentlichung gefehlt habe; bei Lord Asgaqluns Aussage, die Band würde „einen ziemlich krassen Text“ veröffentlichen, hätten die Mitglieder von Dark Fortress an einen extrem antichristlichen Text gedacht; den eigentlichen Text habe die Band erst gesehen, als die EP veröffentlicht worden war, und sich dann im Nachhinein von der Gesinnung Barad Dûrs distanziert. Nach eigenen Aussagen verfolgen sie die Entwicklung von NSBM in der Szene nicht. Daneben erschien das Lied Into My Deepest Desire auf der Kompilation Encyclopedia Pestilentia des französischen Labels Velvet Music International, 1998 der im Oktober 1997 aufgenommene, exklusive Titel Emperor of the Majestic Nights auf The Second Vision … … From the Mystic Forest. 1998 verließen Thamuz und Njord die Band aufgrund musikalischer Differenzen und wurden durch Zoltan und Paymon von der Band Nebulah Horde ersetzt. Für das erste Album Tales from Eternal Dusk wurde im November 1998 ein Vertrag mit CCP Records geschlossen, aber drei Tage vor dem geplanten Studiotermin aufgekündigt. Dark Fortress schloss sich der 1998 gegründeten German Black Metal Horde an, zu der auch u. a. die Bands Obsidian, The True Frost, Sadorass, Seeds of Hate, Empaligon und Deathgate Arkanum sowie die Fanzines Flagellation und Donnerschlag gehörten.

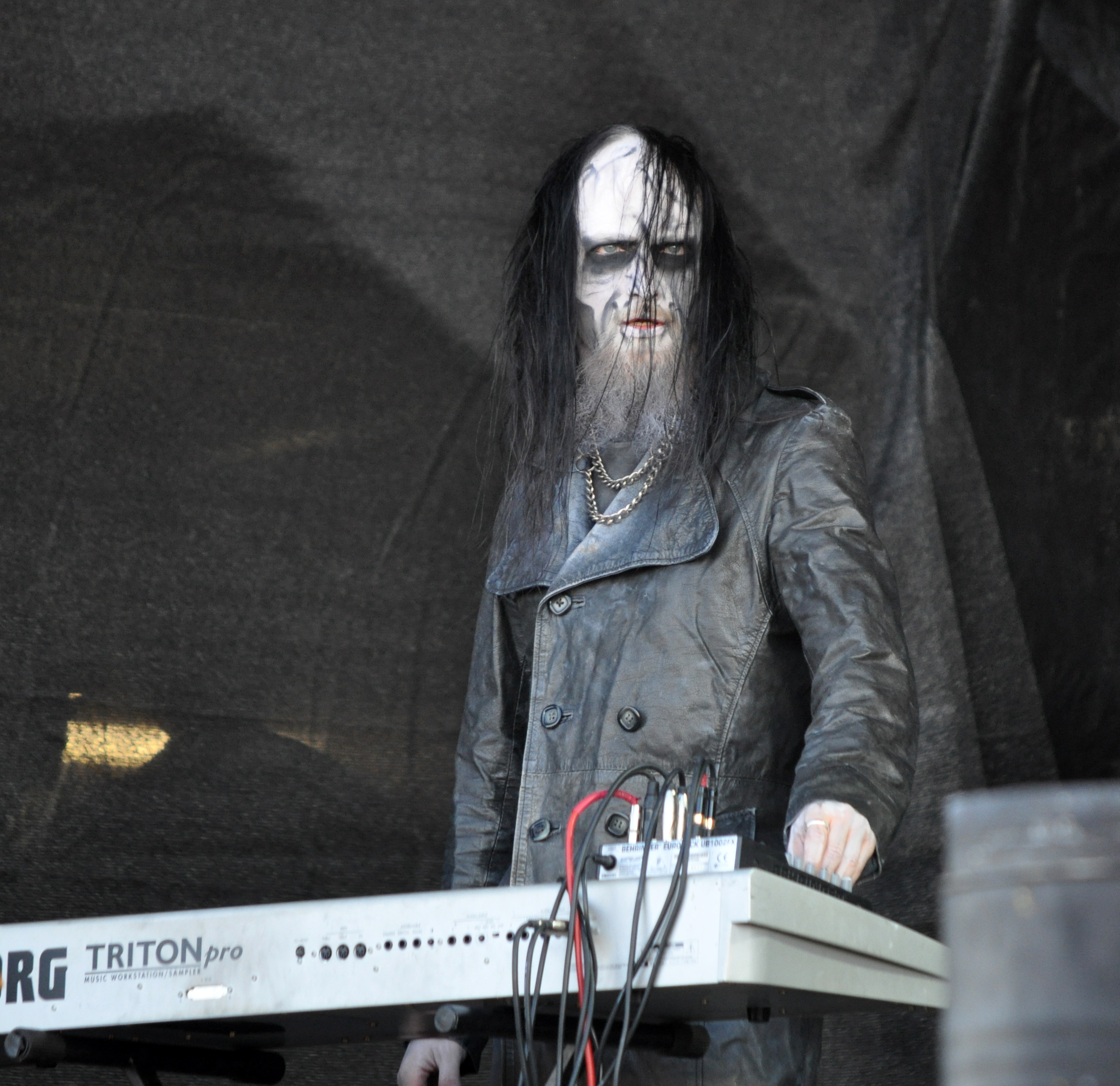
Paymon

Nach dem Ende des Vertrags mit CCP Records arbeitete die Band weiter an ihrem Debütalbum. Im Juni 2000 verließ Zoltan Dark Fortress, um sich seinem eigenen Projekt Cremation zu widmen, das sich am amerikanischen Death Metal orientierte. Im August 2000 wurde das erste Album in der Klangschmiede Studio E in Mellrichstadt unter der Leitung von Markus Stock, der als Musiker u. a. mit Empyrium und The Vision Bleak tätig ist, aufgenommen; da der neue Bassist Draug erst kurz vor den Aufnahmen Mitglied von Dark Fortress wurde, spielte Crom sowohl die Gitarre als auch den Bass ein. Im November 2000 verließ Gitarrist Crom die Band aufgrund persönlicher Differenzen, einige Wochen später Schlagzeuger Charon „mit der Begründung, er wolle eine komplett andere musikalische Richtung einschlagen“, aus. Im Januar 2001 wurden diese durch Seraph und Santura ersetzt, kurz darauf wurde ein Vertrag über zwei Alben mit Red Stream Records veröffentlicht, wo das Debütalbum Tales from Eternal Dusk letztlich erschien. Am 14. Juli 2001 trat die Band auf einem Konzert in Regensburg mit Seeds of Hate und Encrusted zum ersten Mal nach beinahe zwei Jahren wieder live auf. Das zweite Album Profane Genocidal Creations wurde im Mai 2002 im norwegischen Grieghallen-Studio innerhalb von zwei Wochen aufgenommen. Zur verzögerten Veröffentlichung am 15. Februar 2003 war ein Konzert mit Cirith Gorgor und Sear Bliss geplant, der Auftritt von Dark Fortress wurde aber wegen gesundheitlicher Probleme ihres Sängers am Auftrittstag abgesagt; als Ersatz wurde im Juni 2003 ein Konzert mit Desaster und Zemial gegeben. Mit dem Klang des Albums waren einige der Mitglieder im Nachhinein unzufrieden.
Nach diesem Album stabilisierte sich die aus Azathoth (Gesang), Asvargr (Gitarre), Santura (Gitarre), Draug (Bass), Paymon (Keyboards) und Seraph (Schlagzeug) bestehende Besetzung. Noch im gleichen Jahr wurden die Arbeiten am nächsten Album Stab Wounds angekündigt, ebenso eine LP-Version von Tales from Eternal Dusk mit den Liedern der Split-CD, die ebenso wie letztere bei Fog of the Apocalypse erscheinen sollte. Stab Wounds erschien über das Label Black Attakk, die LP-Version des Debütalbums hingegen erst 2005 mit einer Neuaufnahme von Into My Deepest Desire sowie dem Unanimated-Cover Eye of the Greyhound. Auch die internationale Musikpresse reagierte positiv auf das Album. Die Wahl des Labels führte zu scharfer Kritik aus dem Untergrund, und ihr wurde nahegelegt, aus der German Black Metal Horde auszutreten.
Nachdem in der Vergangenheit die Besetzungsprobleme Live-Auftritte erschwert hatten, führte die Band ab 2004 vermehrt Auftritte durch, zumeist auf Festivals.
2005 unterzeichnete die Band einen neuen Plattenvertrag mit dem Label Century Media und arbeitete an einem neuen Album. Daneben absolvierte Dark Fortress vereinzelte Auftritte auf Festivals wie dem Up from the Ground und einzelnen Konzerten. Das Album Séance, „ein recht harscher Bruch mit den konventionellen Wurzeln des Black Metal“, wurde schließlich im Januar 2006 veröffentlicht. Anschließend, im April des Jahres, begleitete Dark Fortress die schwedische Band Lord Belial auf ihrer Nocturnal-Beast-Tournee. Des Weiteren trat die Band auf dem With-Full-Force-Festival auf und absolvierte einzelne Konzerte mit u. a. Celtic Frost und Satyricon. Santura wurde außerdem Live-Gitarrist bei Celtic Frost.

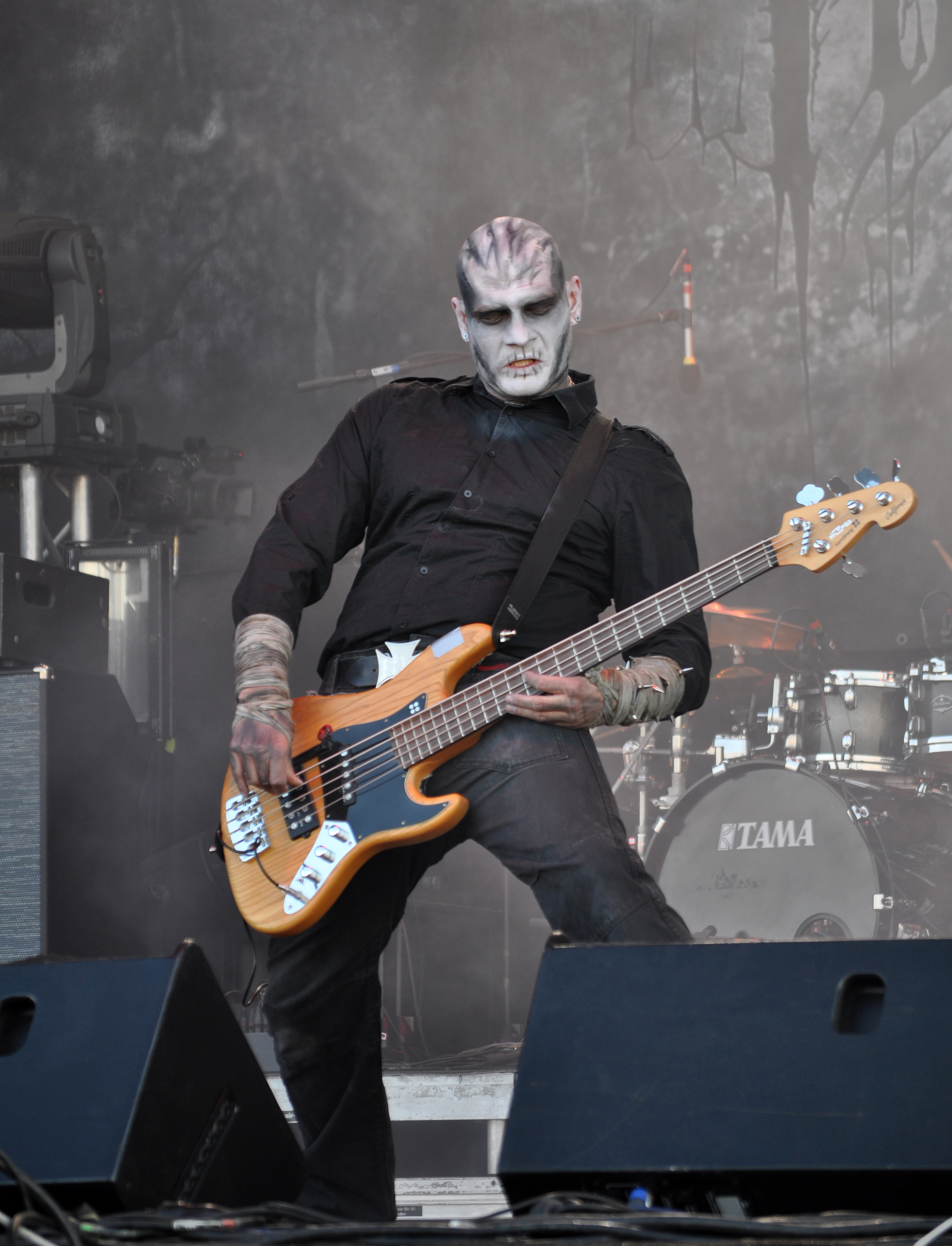
Draug

Im Mai 2007 verließ Sänger Azathoth die Band aus persönlichen Gründen. Er gründete darauf mit Marcus von Naglfar, Bewitched, Havayoth, Ancient Wisdom und Throne of Ahaz die Band Eudaimony. Dark Fortress ersetzte Azathoth durch Morean, den Gitarristen der progressiven Death-/Thrash-Metal-Band Noneuclid, in der wiederum auch V.Santura und Seraph von Dark Fortress aktiv sind. Morean hatte bereits bei dem Lied Incide vom Album Séance als Komponist mitgewirkt und bei While They Sleep Arrangements vorgenommen. Zusammen mit ihm wurden die Arbeiten an dem neuen Album im Oktober 2007 abgeschlossen. Das zuerst Scum betitelte Album heißt nun Eidolon und erschien am 22. Februar 2008.
Im März desselben Jahren absolvierte Dark Fortress ihre erste Headliner-Tournee durch Europa, die Dark Essence Alliance Tour 2008, zusammen mit Helheim und Vulture Industries. Ende 2009 tourte die Band mit Satyricon, Shining und Posthum durch Europa. Im Januar 2010 erschien das Album Ylem und Dark Fortress absolvierte erneut eine Headliner-Tour durch Europa zusammen mit Serpentcult, Farsot und Sardonis. 2014 erschien Venereal Dawn. Im Dezember 2022 kündigte die Band ihre Abschiedstour Cosmic End gemeinsam mit The Spirit und Asphagor an. Nach dem Ende der Tour 2023 hat sich die Band aufgelöst.

## Stil
Die Musik von Dark Fortress ist deutlich vom Black Metal der 1990er-Jahre beeinflusst, ihre ersten, 1995 fertiggestellten Lieder erinnerten etwas an die Frühwerke von Satyricon. Neben Satyricon sind Emperor und Mayhem die Haupteinflüsse. Ihr sechs Jahre nach der Gründung aufgenommenes Debütalbum wurde von der Band selbst als Ergebnis einer „Kreuzung unterschiedlichster Stile, hauptsächlich Black und Death Metal“, und „grob vergleichbar mit einer Mischung aus DISSECTION, UNANIMATED, AT THE GATES und SATYRICON“ bezeichnet, von Fog of the Apocalypse wird es als melodischer Black Metal im schwedischen Stil beworben. Die Ankündigung ihres dritten Albums Stab Wounds wiederum impliziert einen traditionellen Black Metal (Expect the most hateful and coldest material Dark Fortress have ever written in their history. JUST BLACK METAL THE WAY IT WAS MEANT TO BE !!!). Die Band fand aber zu einem eigenen Stil, der sich dadurch auszeichnet, dass die Musiker „eine ziemlich morbide und verfaulte Black Metal-Atmosphäre auch mit abenteuerlichen oder stilfremden Elementen erreichen, und trotz der inhaltlichen Rohheit und Düsterheit anspruchsvolle Musik machen“. Haupteinflüsse des aktuellen Sängers Morean sind Morbid Angel, Emperor, Opeth, Meshuggah, Strapping Young Lad und Slayer, Komponisten wie Igor Fjodorowitsch Strawinski, Béla Bartók, György Ligeti, Dmitri Dmitrijewitsch Schostakowitsch und Witold Lutosławski, aber auch Interpreten wie Paco de Lucía, Massive Attack, Portishead oder Nils Petter Molvær.
Galt Dark Fortress früher als „eine der fähigsten (wenn auch klischeebetontesten) Underground-Black-Metal-Bands“, ist sie inzwischen deutlich abwechslungsreicher, sodass man „sich von Dark Fortress alles außer standardisierten 08/15 Black Metal erwarten kann“; es fielen sogar Vergleiche zu Paradise Lost. Martin Loga von powermetal.de bezeichnete das Spektrum stilistischer Elemente auf Ylem als „beeindruckend“. Dies ist laut V. Santura „auch eine Abgrenzung gegen Schubladendenken“, da er der Meinung ist, „dass Black Metal Rebellion und eine sehr freiheitliche Musik ist. ‘Do what thou wilt, shall be the only law’ – und genau das machen wir.“ Er habe „keine Lust mehr“, sich „an irgendwelche Regeln zu halten, die irgendwelche abgefuckten Kids vor fast 20 Jahren in Norwegen aufgestellt haben“. Zudem sei die Ablehnung von Entwicklung „genau das Gegenteil von dem, was Black Metal ursprünglich war“; Innovation sei „sogar unausweichlich, wenn das Genre nicht wie z. B. Punk oder Rock’n’Roll an sich selber ersticken will“.

„Black Metal ist eine saugeile Mucke, aber man sollte sich doch nicht eingrenzen. Dadurch verpasst man doch so geile Sachen, das kann’s doch nicht sein. Und ohne andere Einflüsse wäre ein Album wie „Séance“ gar nicht möglich. Und damals als „De Mysteriis Dom Sathanas“ von MAYHEM rauskam, was ja eines der wichtigsten Alben ist, auf das sich die Szene beruft, da war das etwas ganz Krasses, Revolutionäres und Neues, was es so vorher nicht gegeben hat. Total innovativ und rebellisch. Und genau diese Leute wollen einem sagen, dass es nun alles so und so klingen [muss], und es darf keine Innovation, Rebellion und Entwicklung geben.“

V. Santura versucht, sich beim Schreiben neuer Lieder „weitgehend […] von Einflüssen freizumachen […] – auch wenn die Musik, die man selbst gerne hört, natürlich Spuren hinterlässt“. Als Musiker ist er nachhaltig von seiner Zusammenarbeit mit Celtic Frost geprägt. Für ihn definiert sich Black Metal „vor allem über die Atmosphäre und das Feeling der Musik“, wozu „auch eine sehr düstere, mystische, okkulte Aura“ gehöre. Man könne aber „durchaus eigene neue Welten kreieren, ohne dabei tausend Mal gehörte Klischees zu wiederholen – auch wenn das extrem schwierig ist“. Er fühlt sich dem theistischen Satanismus nicht verbunden, da er „einfach nicht an den Teufel als real existierende Entität glauben kann“, sodass für ihn „nur der symbolische, atheistische Satanismus in Frage“ kommt; er kann sich „[a]ber auch damit […] zu großen Teilen nicht identifizieren“, zum Beispiel sind ihm „die sozialdarwinistischen Aspekte bei Anton Szandor LaVey […] zuwider“. Die Mitglieder der Band sehen sich als Freigeister. Das Material auf Eidolon wurde außerdem von Autoren wie Peter Carroll und Aleister Crowley inspiriert, auf einem Ritual Crowleys basiert auch As the World Keels Over vom Album Ylem.

## Diskografie

### Alben
- 1996: Rebirth of the Dark Age (Demo)
- 1997: Towards Immortality (Split mit Barad Dûr; Fog of the Apocalypse)
- 1998: Emperor of the Majestic Nights auf The Second Vision … … From the Mystic Forest (Moonrise Production)
- 2001: Tales from Eternal Dusk (Red Stream)
- 2003: Profane Genocidal Creations (Red Stream)
- 2004: Stab Wounds (Black Attakk)
- 2006: Séance (Century Media)
- 2008: Eidolon (Century Media)
- 2010: Ylem (Century Media)
- 2014: Venereal Dawn (Century Media)
- 2020: Spectres from the Old World (Century Media)
- 2025: Anthems from Beyond the Graves – Live in Europe (Century Media)

### Videos
- 2008: Edge of Night (Clip)
- 2010: Hirundineans (Clip)
- 2010: The Valley (Live-Clip)
- 2010: Ylem (Clip)